# Sugar Cane Cola
Sugar Cane Cola är en colasort som ges ut av Boylan Bottling Company. Sorten har betydligt mörkare karaktär än vanlig coca cola. Sorten skapades 1891[källa behövs]. Drycken innehåller rörsocker, kolsyra, karamellfärg, fosforsyra, naturliga smakämnen och koffein.